# Reserva científica, ecológica y arqueológica Kenneth Lee
La Reserva Científica, Ecológica y Arqueológica Kenneth Lee (RCEAKL) es un área protegida de la Amazonia boliviana, ubicada en la parte central y sur del municipio de Baures en el departamento del Beni. Fue declarada como área protegida mediante Resolución de la Prefectura del Beni (139/1996), el 16 de diciembre de 1996 y ratificada por ordenanza municipal del Municipio de Baures (O.M. 02/2010) en febrero de 2010. Se llama así en homenaje al arqueólogo boliviano Kenneth Lee.
Tiene una extensión de 439.300 ha, en donde se encuentran bosques y sabanas de las ecorregiones del suroeste de la Amazonía y las Sabanas Inundables. Entre los valores culturales del área protegida se destaca el complejo arqueológico de las culturas hidráulicas que se desarrollaron en los Llanos de Moxos; las mismas se caracterizaron por utilizar sistemas y prácticas agrícolas muy exitosas, con una muy buena administración de su medio natural, a través de las cuales soportaban poblaciones densas y bien organizadas.